# Kali (poisson)
Genre
Kali est un genre de poissons de la famille des Chiasmodontidae (chiasmodontidés).
Ce genre regroupe au moins 7 espèces,, relativement peu connues.

## Description
Ils vivent dans les profondeurs marines du monde entier, à partir de 800 et jusqu'à 3 000 mètres de profondeur.
Ces espèces peuvent être identifiées à leur dentition (voir l'étude de Melo en 2008 et la documentation de la FAO, pour une clé d'identification et plus de photographies).

## Liste des espèces
Selon World Register of Marine Species (4 janvier 2024) et GBIF (21 août 2023) :
- Kali colubrina Melo, 2008
- Kali falx Melo, 2008
- Kali indica Lloyd, 1909
- Kali kerberti (Weber, 1913)
- Kali macrodon (Norman, 1929)
- Kali macrura (Parr, 1933)
- Kali parri Johnson & Cohen, 1974

## Taxonomie
Le nom valide complet (avec auteur) de ce taxon est Kali Lloyd, 1909.
Kali a pour synonymes :
- Dolichodon Parr, 1931
- Gargaropteron Smith, 1965
- Hemicyclodon Parr, 1931
- Odontonema Weber, 1913

## Publication originale
- (en) Richard Ernest Lloyd, « A description of the deep-sea Fish caught by the R.I.M.S. Ship "Investigator" since the year 1900, with supposed evidence of mutation in Malthopsis », Memoirs of the Indian Museum, Inconnu, vol. 2,‎ 1909, p. 139-180 (ISSN 0374-9142, OCLC 1706799, lire en ligne).